# رود بوین
 رود بوین ( ایرلندی: An Bhóinn or Abhainn na Bóinne) رودی است به دریای ایرلند می‌ریزد. این رود از کشور ایرلند می‌گذرد.

## نگارخانه

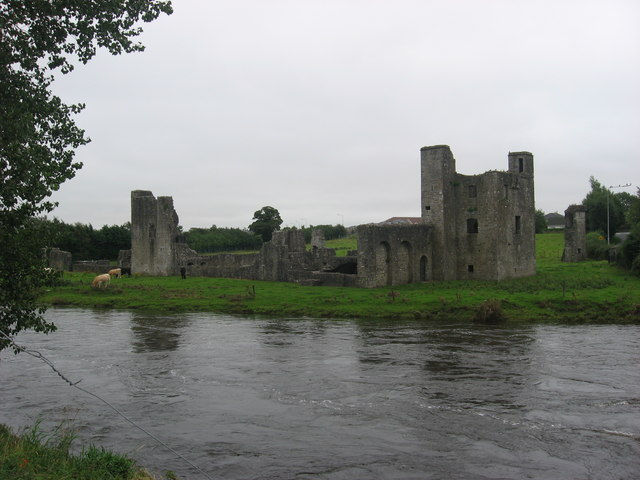
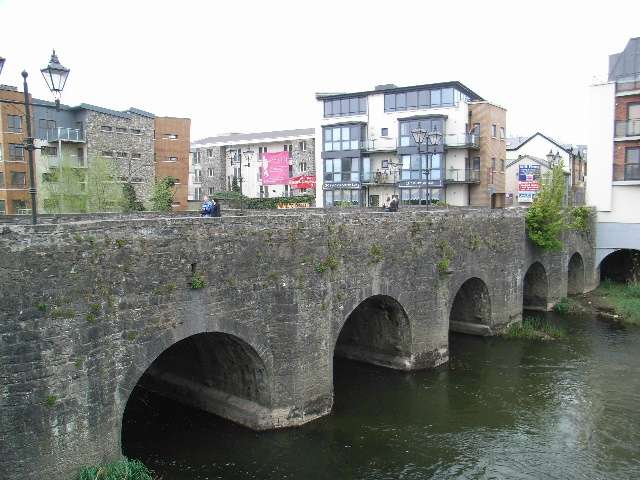
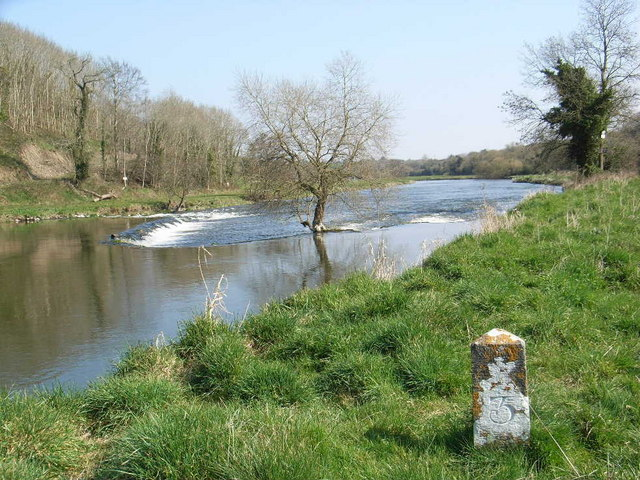
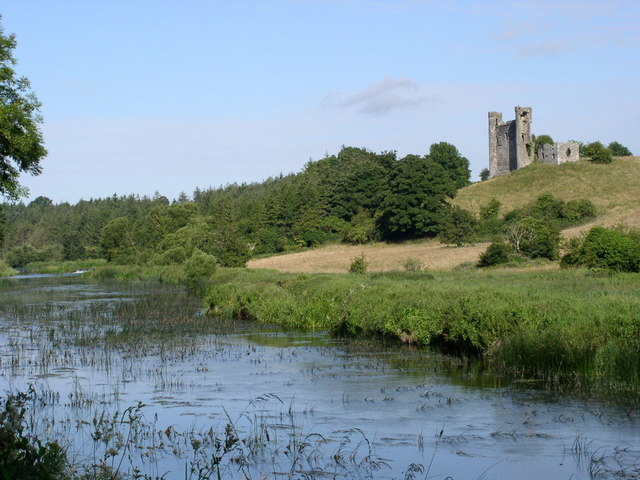
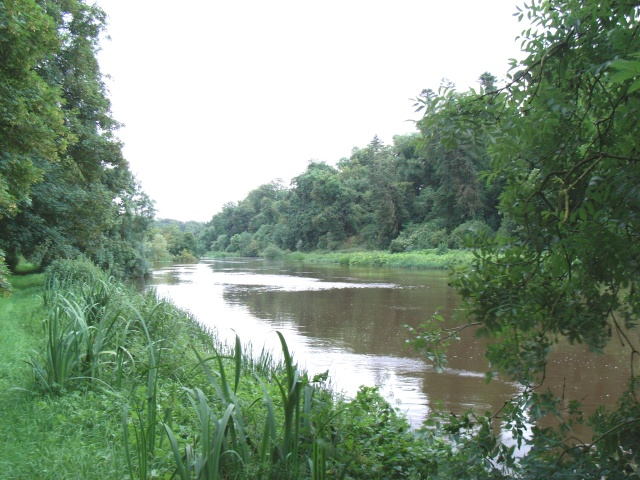
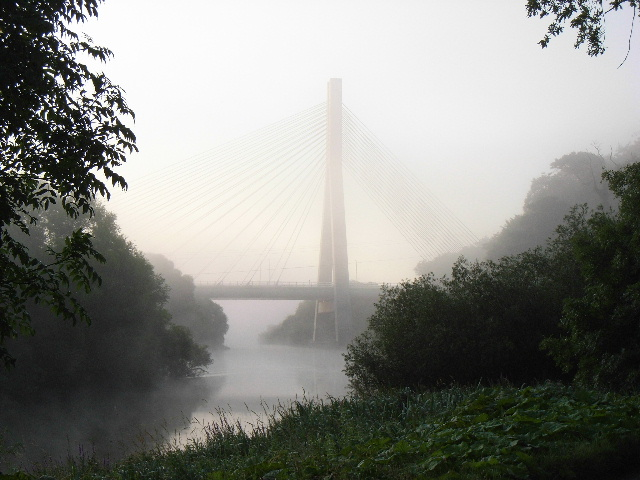
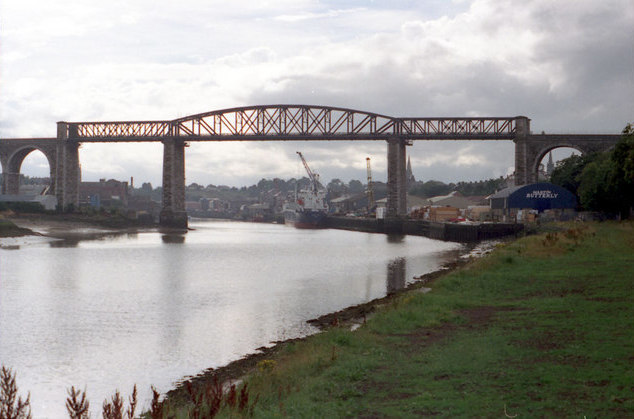
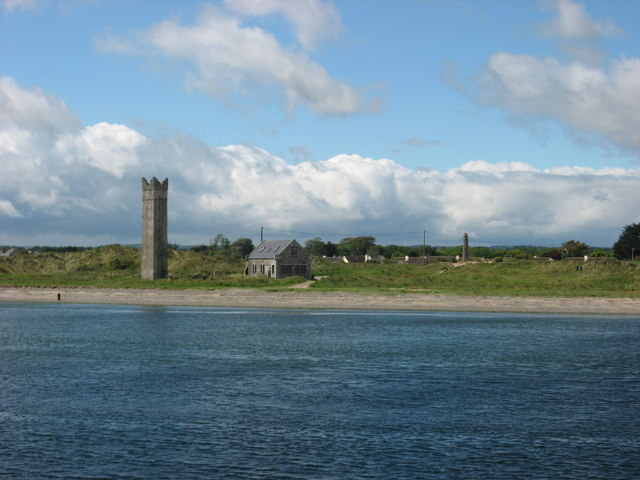